# Yurdagül Zopf
Yurdagül Zopf (* 1974 in Nürnberg) ist eine deutsche Ärztin mit dem Schwerpunkt Gastroenterologie und Professorin für Ernährungsmedizin an der Friedrich-Alexander-Universität in Erlangen.

## Leben und Wirken
Yurdagül Zopf studierte von 1996 bis 2002 Humanmedizin an der Friedrich-Alexander-Universität (FAU)  in Erlangen. 2003 begann sie ihre klinische Ausbildung und wissenschaftliche Tätigkeit, in der sie sich auf Nahrungsmittelallergien spezialisierte. 2013 erhielt sie den Ruf auf eine Professur für klinische und experimentelle Ernährungsmedizin an der FAU.
Aufgrund der Initiative von Zopf stiftete das Ehepaar Hans-Werner und Josephine Hector insgesamt 4,52 Millionen Euro zur Einrichtung des Hector-Centers für Ernährung, Bewegung und Sport am Universitätsklinikum Erlangen, welches Zopf seit 2017 leitet. Der Schwerpunkt ihrer Forschung liegt auf ernährungs- und sportmedizinischen Therapien bei Krebs, chronisch-entzündlichen Darmerkrankungen, Adipositas und Nahrungsmittelunverträglichkeiten. Sie ist Mitglied der Expertengruppe für die Leitlinien Zöliakie und entzündliche Darmerkrankungen.
2021 erhielt sie den Bayerischen Verdienstorden.

## Veröffentlichungen (Auswahl)
- Kurzdarmsyndrom: kausale Therapie mit Teduglutid. Thieme, Stuttgart 2017.
- Sport-induzierte Myokine. In: sportärztezeitung. Nr. 4. thesportgroup GmbH, 2020 (sportaerztezeitung.com).